# 第38独立海兵旅団 (ウクライナ海兵隊)
第38独立海兵旅団（だい38どくりつかいへいりょだん、ウクライナ語: 38-ма окрема бригада морської піхоти）は、ウクライナ海兵隊の旅団。第30海兵軍団隷下。

## 歴史

### ロシアのウクライナ侵攻

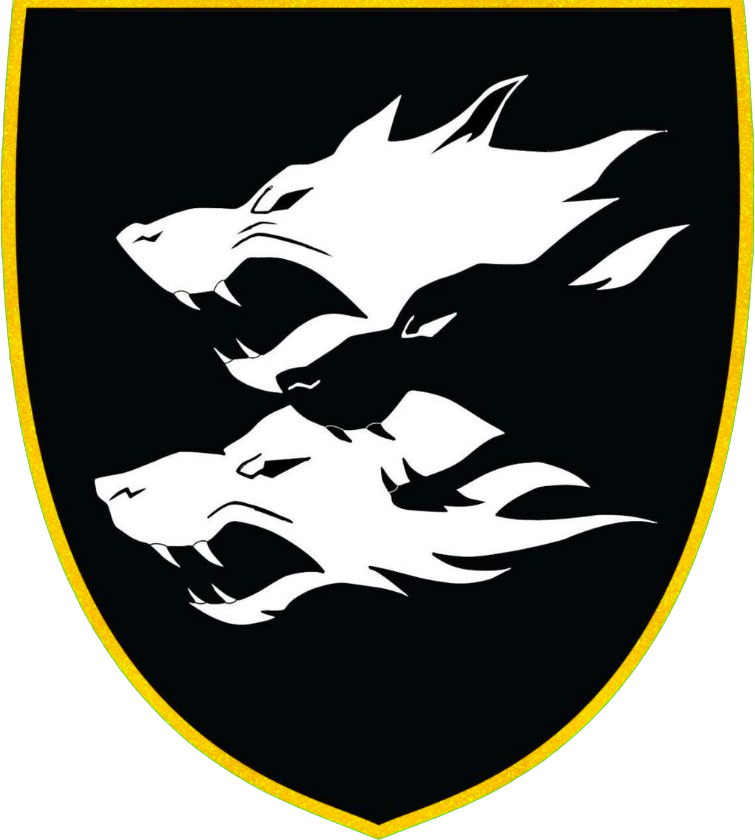
ウクライナ海軍第38独立海軍歩兵旅団章

2023年2月、ロシアのウクライナ侵攻の影響に伴い、ウクライナ海軍第36独立海軍歩兵旅団隷下の第503独立海軍歩兵大隊を基幹に第38独立海軍歩兵旅団として創設された。

#### 東部・アウディーイウカ戦線
2023年3月、第503大隊が東部ドネツィク州ポクロウシク地区に配備され、アウディーイウカ方面を防御した。
2023年5月23日、ウクライナ海軍からの独立で創設されたウクライナ海兵隊に編入した。

#### 東部・南ドネツク戦線
2023年7月、東部ドネツィク州ヴォルノヴァーハ地区に配備され、ヴェリカ・ノヴォシルカ方面で攻勢を開始し、8月にウロジャイネを解放した。

#### 南部・ドニエプル川戦線

第38独立海兵旅団旗

2023年10月、南部ヘルソン州に再配置され、ドニエプル川東岸に展開した。

#### 東部・ポクロウシク戦線
2024年10月、激戦地の東部ドネツィク州ポクロウシク地区に再配置され、友軍の救援でポクロウシク方面に展開した。
2024年12月5日、ウォロディミル・ゼレンスキー大統領より、勇気と勇敢さに対する栄誉賞を授与された。

## 編制
- 旅団司令部（ホリシュニ・プラウニ）
- 第503独立海兵大隊（マリウポリ）
- 第1海兵大隊
- 第2海兵大隊
- 戦車大隊
- 旅団砲兵群
  - 本部中隊
  - 自走砲大隊
  - ロケット砲大隊
  - 対戦車砲大隊
- 防空大隊

- 工兵大隊
- 整備大隊
- 兵站大隊
- 偵察中隊
- 狙撃中隊
- 電子戦中隊
- 通信中隊
- レーダー中隊
- NBC防護中隊
- 衛生中隊
- 無人システム大隊 コルサ―ル